# Гейхарт, Ребекка
Ребекка Гейхарт (англ. Rebecca Gayheart, род. 12 августа 1971, Хазард, Кентукки, США) — американская актриса кино и телевидения.

## Биография

### Детство
Родилась в Хазарде, штат Кентукки, выросла в Пайн Топ, Кентукки. Дочь Флонивы (урождённой Слоун), независимого консультанта Мэри-Кей (Mary Kay), и Кертиса Гейхарта, работавшего шахтёром и водителем грузовиков на шахте. Имеет ирландские, итальянские, немецкие и чероки корни. Училась в Knott County Central High School в Кентукки, переехала в Нью-Йорк в возрасте 15 лет, где и завершила своё образование в Профессиональной детской школе и институте Ли Страсберга.

### Карьера
Первой ролью в кино была роль модели в короткометражном фильме Бретта Ратнера в Нью-Йоркском университете «Какая разница что случилось с Мэйсоном Ризом». Она также появилась в клипе «Nuttin' But Love» рэп-группы Heavy D & The Boyz, снятом Рэтнером.
Сделав перерыв в индустрии телевидения, Гейхарт снялась в серии рекламных роликов для Noxzema в начале 90-х, получив при этом прозвище «Noxzema Girl». Трансляция рекламы в 1991 годы принесла ей признание. Это также упоминается в конце фильма «Городские легенды», когда один из новых студентов говорит «Бренда (персонаж Гейхарт) была девушка Noxzema».
В 1992 г. Гейхарт получила свою первую главную роль Ханны Мэйберри в мыльной опере «Бесконечная любовь». В 1993 и 1994 гг. играла второстепенную роль в нескольких эпизодах сериала «Исчезающий сын». В 1994 и 1995 играла Бесс Мартин в научно-популярном сериале «Земля 2». В 1995 у неё была второстепенная роль Антонии Маршетт (жена Дилана МакКея) в сериале «Беверли-Хиллз, 90210». В 1997 сыграла Даниэлу в фильме «Нечего терять». В 1999 появлялась в таких сериалах, как «Пустая земля», «Мёртвые, как я», «Пропавшая», и периодически появлялась в «Частях тела». Была утверждена на роль Инары Серра в сериале «Светлячок», но после первого же съёмочного дня была заменена Мореной Баккарин. Отснятые с Гейхарт сцены в сериале не использовались. В 2007 была приглашённой звездой в сериале «Дурнушка» в роли Джордан Дан, бывшей девушки Алексис (Александр) Мид.

### Личная жизнь
Какое-то время была помолвлена с Бреттом Ратнером и встречалась с актёром Майклом Уитерли. А 29 октября 2004 вышла замуж за Эрика Дэйна. 3 марта 2010 у них родилась дочь Билли Беатрис. 8 июля 2011 года стало известно, что супруги ожидают появление своего второго ребёнка. 28 декабря 2011 года родила вторую дочь, которую назвали Джорджия Джеральдина.
Ребекка и её муж Эрик Дэйн познакомили Чарли Шина с его женой Брук Мюллер, которая является лучшей подругой Ребекки.

#### Автотранспортное убийство
13 июня 2001 года Ребекка Гейхарт совершила наезд на 9-летнего Хорхе Круза, когда тот неосторожно переходил улицу Лос-Анджелеса. В полицейском рапорте было указано, что ребёнок шёл домой из школы и начал перебегать улицу за 160 метров до пешеходного перехода. Транспортные средства перед Гейхарт остановились, чтобы пропустить мальчика. Либо не желая ждать, либо во избежание столкновения, Гейхарт маневрировала вокруг других машин, выехала на встречную полосу и врезалась в мальчика. Адвокат родителей утверждал, что она разговаривала по мобильному, однако адвокат актрисы это опровергает. Мальчик на следующий день скончался в больнице, а родители подали иск на покрытие медицинских и похоронных расходов. Иск был урегулирован во внесудебном порядке, подробности не разглашались.
27 ноября 2001 года, не признав себя виновной в смерти мальчика, Гейхарт была приговорена к 3-м годам испытательного срока, приостановлении водительской лицензии на год, штрафу 2800 долларов и к 750 часам общественных работ.
Ожидая результаты следствия по делу о смерти Хорхе Круза, Ребекка стала участницей ещё одного дорожного происшествия. Она врезалась на своей арендованной машине в две припаркованные. Никто не пострадал и обвинения предъявлены не были.

### Частное видео
17 августа 2009 года видео, на котором Ребекка со своим мужем запечатлена обнажённой вместе с победительницей конкурса «Мисс Американский подросток», Кэрри Энн Пенише (англ. Kari Ann Peniche), была обнародована сайтом «gawker.com».

## Фильмография
| Год       |     | Русское название                             | Оригинальное название                         | Роль                           |
| --------- | --- | -------------------------------------------- | --------------------------------------------- | ------------------------------ |
| 1990      | кор | Какая разница что случилось с Мэйсоном Ризом | Whatever Happened to Mason Reese              | модель #1                      |
| 1992—1993 | с   | Бесконечная любовь                           | Loving                                        | Ханна Мэйберри                 |
| 1994      | с   | Исчезающий сын                               | Vanishing Son                                 | Клэр Армстронг                 |
| 1994—1995 | с   | Земля 2                                      | Earth 2                                       | Бесс Мартин                    |
| 1995      | с   | Беверли-Хиллз, 90210                         | Beverly Hills, 90210                          | Антония Маршетт                |
| 1996      | ф   | На грани                                     | Somebody Is Waiting                           | Лилли                          |
| 1996      | с   | Параллельные миры (Скользящие)               | Sliders                                       | Натали                         |
| 1997      | тф  | Вторжение                                    | Invasion                                      | Кэсси Уинслоу                  |
| 1997      | ф   | Нечего терять                                | Nothing to Lose                               | Даниэлла                       |
| 1997      | ф   | Крик 2                                       | Scream 2                                      | Лоис, сестра женского общества |
| 1998      | ф   | Кое-что о Дэнни                              | Hairshirt                                     | Дженнифер Скотт                |
| 1998      | ф   | Городские легенды                            | Urban Legend                                  | Бренда Бэйтс                   |
| 1998      | мс  | Геркулес                                     | Hercules                                      | Медея                          |
| 1999      | ф   | Puppet (англ.)                               | Puppet                                        | Лори Майерс                    |
| 1999      | ф   | Королевы убийства                            | Jawbreaker                                    | Джули Фримен                   |
| 1999      | с   | Wasteland                                    | Wasteland                                     | Саманта Прайс                  |
| 2000      | в   | От заката до рассвета 3: Дочь палача         | From Dusk Till Dawn 3: The Hangman's Daughter | Мэри Ньюли                     |
| 2000      | ф   | Час теней                                    | Shadow Hours                                  | Хлоя Холлоуэй                  |
| 2000      | ф   | Городские легенды 2                          | Urban Legends: Final Cut                      | Бренда Бэйтс                   |
| 2001      | с   | Inside Schwartz                              | Inside Schwartz                               | Надя                           |
| 2001      | кор | Доппельгангер                                | Doppelganger                                  | девушка Брайана                |
| 2001      | ф   | Гарвардская тусовка                          | Harvard Man                                   | Келли Морган                   |
| 2002      | ф   | Воздушные замки                              | Pipe Dream                                    | Марлисс Фант                   |
| 2003      | с   | Мёртвые, как я                               | Dead Like Me                                  | Бетти Ромер                    |
| 2003      | с   | За что тебя люблю                            | What I Like About You                         | Дэйна                          |
| 2004      | с   | Женская бригада                              | The Division                                  | Сьюзан Ричлэнд                 |
| 2005      | тф  | The Christmas Blessing                       | The Christmas Blessing                        | Мэган                          |
| 2005      | ф   | Санта-киллер                                 | Santa’s Slay                                  | Гвен Мэйсон                    |
| 2006      | тф  | Скарлетт                                     | Scarlett                                      | Скарлетт                       |
| 2006      | кор | Last Day (англ.)                             | Last Day                                      | Эбра                           |
| 2004—2006 | с   | Части тела                                   | Nip/Tuck                                      | Наташа Чарльз                  |
| 2006      | с   | Медиум                                       | Medium                                        | Джессика Дилэни                |
| 2006      | с   | Пропавшая                                    | Vanished                                      | Джуди Нэш                      |
| 2007      | ф   | Bunny Whipped (англ.)                        | Bunny Whipped                                 | Беатрис Джонсон                |
| 2007      | с   | C.S.I.: Майами                               | CSI: Miami                                    | Клэр Гиббс                     |
| 2007      | с   | Дурнушка                                     | Ugly Betty                                    | Джордан Дан                    |
| 2009      | с   | Чистильщик                                   | The Cleaner                                   | Кэри Керн                      |
| 2013      | ф   | Когда лучший друг — гей                      | G.B.F.                                        | Шеннон Дэниелс                 |
| 2015      | ф   | Серая дама                                   | Grey Lady                                     | Мэгги Винн                     |
| 2019      | ф   | Однажды в… Голливуде                         | Once Upon a Time in Hollywood                 | Билли Бут                      |